# Szendrőládi rétek Természetvédelmi Terület
A Szendrőládi rétek Természetvédelmi Terület a Aggteleki Nemzeti Park Igazgatóságához tartozik. 1991-ben mintegy másfél hektáron létesült, Szendrőlád területén, a fokozottan védett, közösségi jelentőségű, bennszülött magyar nőszirom (Iris aphylla subsp. hungarica) itt élő populációjának – és más védett növény – és állatfajok egyedeinek – megóvása céljából. 
A réten egy vár romjait is felszínre hozták, a rét területén a fokozottan védett magyar nőszirom (Iris aphyllassp.hungarica) élőhelyét fedezték fel. A természetvédelmi terület szabadon látogatható.

## Fekvése
Az Aggteleki Nemzeti Park területén, Szendrőlád határában található, a Rudabánya-Szalonnai-hegység Bódva-völgy kistáján fekszik, 163–222,5 m közötti tengerszint feletti magasságban, a Bükk-hegy nyugati oldalán, mely geomorfológiailag a tagolt medencedombság domborzattípusba sorolható.

## Növényvilága
A Bükk-hegység északi, északnyugati lejtőin uralkodó növénytársulása a gyertyános–tölgyes (Carici pilosae-Carpinetum), míg a völgyalji részeken a természetközeli, fajgazdag állományhoz itt-ott bükk is keveredik. 
Gyepszintjére jellemző az egyvirágú gyöngyperje (Melica uniflora), az erdei szélfű (Mercurialis perennis), a közönséges borostyán (Hedera helix), üdébb termőhelyein a kereklevelű kapotnyak (Asarum europaeum) és az erdei madársóska (Oxalis acetosella) fordul elő.
A bányaudvartól északra található pusztafüves lejtősztyepprét és a keletre található szálkaperjés másodlagos gyep ritkasága a fokozottan védett magyar nőszirom (Iris aphylla subsp. hungarica). Védett értékes fajai még a nagyezerjófű (Dictamnus albus), piros kígyószisz (Echium russicum), tavaszi hérics (Adonis vernalis), leánykökörcsin (Pulsatilla grandis), bíboros kosbor (Orchis purpurea).

## Állatvilága
A területen a csigák 3, a rovarok 11, a kétéltűek 2, a hüllők 5 védett fajjal képviseltetik magukat. A madarak közül 54 védett madárfajt sikerült eddig megfigyelni, ebből 24 faj bizonyítottan itt is fészkel. A madárfajok közül mint új faj a bajszos sármány (Emberiza cia) előfordulása és feltételezhető költése jellemző. Az emlősök közül pedig 6 védett faj fordul elő itt.